# Secretaria de Ciência, Tecnologia e Inovação do Estado da Bahia
| Secretaria de Ciência, Tecnologia e Inovação do Estado da Bahia (SECTI)                      |                                  |
| Quinta Avenida, Plataforma II – CAB Sussuarana – Salvador, Bahia http://www.secti.ba.gov.br/ |                                  |
| Criação                                                                                      | 28 de dezembro de 2006 (18 anos) |
| Atual secretário                                                                             | André Pinho Joazeiro             |
| Orçamento                                                                                    | R$ 10,035,000 (2023)             |

A Secretaria de Ciência, Tecnologia e Inovação do Estado da Bahia (SECTI) é uma das secretarias que compõem a administração pública direta do Governo do Estado da Bahia que é responsável por coordenar, dirigir, formular e implantar a política estadual de desenvolvimento científico, tecnológico e de inovação no estado da Bahia.

## Estrutura organizacional
A SECTI é composta pela seguinte estrutura organizacional:
- Gabinete do Secretário;
- Assessoria de Planejamento e Gestão;
- Coordenações:
  - Controle Interno;
  - Coordenação de Articulação Institucional;
  - Coordenação Geral de Infraestrutura de TI;
  - Coordenação de Gestão do Parque Tecnológico;
- Diretoria Geral;
- Superintendência de Desenvolvimento Científico;
- Superintendência de Inovação;
- Centro de Pesquisas e Desenvolvimento - CEPED;
- Museu de Ciência e Tecnologia - MCT.

Desde janeiro de 2023, o atual secretário é André Pinho Joazeiro, arquiteto nomeado pelo governador Jerônimo Rodrigues que foi eleito em outubro de 2022.

## Colegiados vinculados
Os órgãos colegiados que estão vinculados à SECTI são:
- Conselho Estadual de Ciência e Tecnologia[1].

## Entidades vinculadas
A única entidade da administração pública estadual indireta que é vinculada à SECTI é a FAPESB.